# The Summer Wives
The Summer Wives é um romance de ficção histórica de 2018 de Beatriz Williams.

## Recepção
The Summer Wives foi bem recebido pelos críticos, incluindo uma revisão estrelada da Kirkus Reviews, que disse que "Com apenas o toque certo de amargas, Williams [...] mistura um tempestuoso satisfatório - e eminentemente digno de praia".
A Stacy Hayman do Library Journal destacou como Williams "mostra um domínio da construção de personagens enquanto planta detalhes evocativos sobre o cenário e as estruturas sociais da época. A intrincada e complexa teia de relacionamentos dentro das convenções declaradas são habilmente criadas e adicionam profundidade à narrativa".
A Patty Rhule da USA Today" também elogiou a habilidade de Williams no desenvolvimento de personagens, observando que "Miranda é um personagem lindamente criado". Rhule finalmente deu ao livro 3,5 de 4 estrelas.
Escrevendo para a Entertainment Weekly, Maureen Lee Lenker explorou a habilidade de Williams em capturar "a beleza dos sussurros e desejos obscuros da vida das mulheres", destacando como ela habilmente conduz a jornada de Miranda em ambas as linhas do tempo, com um olhar perspicaz para as feridas únicas tanto dos primeiros amores adolescentes quanto das dores mais profundas e duradouras. Lenker também elogiou a habilidade de Williams como escritora de ficção histórica, destacando sua capacidade única de "descascar as páginas da história para dar vida ao mundo interior das mulheres". Além disso, ela ressaltou que Williams evita a armadilha da nostalgia, sempre revelando a crueza subjacente deste mundo efervescente, mostrando sua verdadeira natureza..
A Nicole Foti, da Booklist, escreveu que a escrita de Williams é precisa e descritiva, e ler As esposas de verão é como assistir a um filme, completo de amor e drama para ser invejado, lamentado e apreciado.

## Prêmios e honras
The Summer Wives foi nomeada para o Prêmio Goodreads Choice de Ficção Histórica de 2018.